# Oakley (Kansas)
Oakley è un comune degli Stati Uniti d'America, situato nello Stato del Kansas, nella contea di Logan, della quale è il capoluogo. Tuttavia alcune zone della città si trovano nella contea di Gove e nella contea di Thomas.

## Storia
L'area che in seguito sarebbe diventata Oakley fu inizialmente abitata negli anni 1870 e 1880 dai viaggiatori dello Smoky Hill Trail . Oakley è stata fondata nel 1884 dal giudice Fredman e David D. Hoag. Originariamente chiamato Carlyle , il suo nome fu cambiato in Cleveland , prima di stabilirsi nel suo nome definitivo di Oakley nel 1885, dal nome della madre di Hoag, Elizabeth Oakley Gardner Hoag. 

## Società

### Evoluzione demografica
Abitanti censiti:
Abitanti censitiAnno050010001500200025001890191019301950197019902010Popolazione

## Media
Oakley ha un quotidiano settimanale, The Oakley Graphic , la cui prima edizione è stata pubblicata il 22 novembre 1889.